# Arche de Tchernobyl
L’arche de Tchernobyl est un dispositif de confinement du réacteur no 4 accidenté de la centrale nucléaire de Tchernobyl, en Ukraine, et de son sarcophage endommagé construit en 1986. Il s'agit d'une structure métallique en forme d'arche de 108 m de haut et 162 m de large pour une portée de 257 m. Elle est conçue pour une durée de service de cent ans. Sa construction doit permettre le futur démantèlement du réacteur endommagé.
Le dispositif a trois fonctions :
1. le confinement des matières radioactives ;
2. la protection du premier sarcophage dégradé, contre les agressions climatiques ;
3. la protection des travailleurs sur site ; ce second sarcophage abrite des ateliers destinés à décontaminer, démanteler et conditionner les matériaux radioactifs en vue de leur évacuation vers un futur lieu de stockage.

L’arche a été construite en retrait du réacteur, sur des longrines traitées au téflon, qui ont permis ensuite son déplacement jusqu'à son emplacement final en novembre 2016.
Après des travaux de terrassement commencés, la construction de l'arche a débuté en avril 2012 et s'est achevée en décembre 2018. Intégralement équipée et opérationnelle en janvier 2019, elle a officiellement été mise en service en juillet 2019. 
Lors des combats liés à l'invasion de l'Ukraine par la Russie, dans la nuit du 13 au 14 février 2025, une attaque de drone  entame la couverture de l'arche, à plus de 87 mètres de hauteur, un acte vivement dénoncée par l'AIEA.

## Histoire

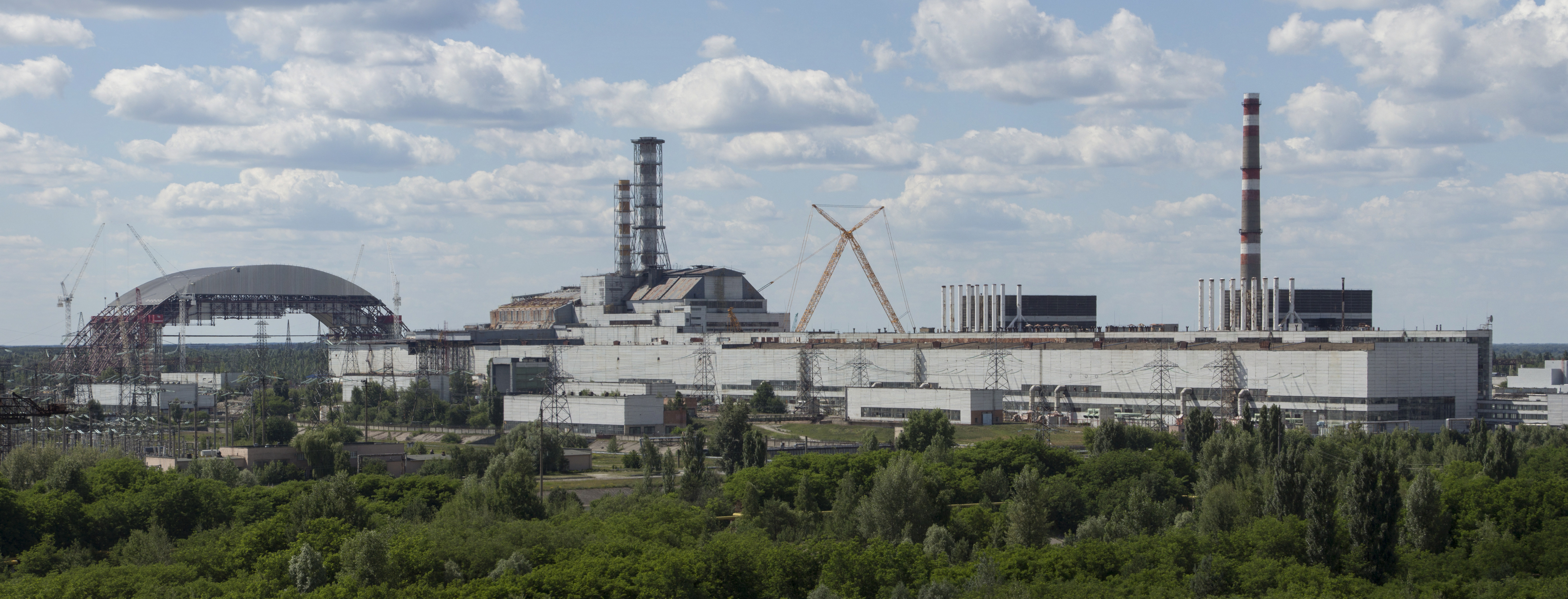
Panorama montrant le chantier de l'arche ainsi que l'ancienne centrale nucléaire.

### Genèse
En 1992, le concours d’idée est lancé par l'Ukraine en vue de la conception d'une enceinte de confinement superposée au sarcophage existant. Le concours est remporté par un groupement européen nommé « Resolution », piloté par Campenon Bernard SGE (Vinci) qui propose de « confiner, trier, stocker les déchets à vie courte, entreposer les déchets sans destination ultime et financer le projet ».
En 1994, la Commission européenne finance une étude de faisabilité visant à sécuriser le sarcophage. Un groupement « Alliance » est constitué de six entreprises européennes : Campenon Bernard SGE–France (leader), AEA Technology–UK, Bouygues–France, SGN–France, Taywood Engineering–UK, Walter Bau–Allemagne.
En 2004, un appel d’offres (New Safe Confinement) porte sur un nouveau sarcophage devant permettre le démantèlement ultérieur du précédent sarcophage déjà dégradé. « Novarka », pour nouvelle arche, est créé pour la circonstance et remporte le marché car il est le moins-disant (après remises en novembre 2004 des offres techniques puis de son offre financière). En 2007, le contrat entre Novarka et les autorités ukrainiennes est signé à Kiev le 17 septembre 2007.

### Préparation opérationnelle
D'octobre 2007 à l'été 2009 se déroule une phase d'études techniques.
En 2009, le chantier est installé, et des essais géotechniques sont conduits sur le site, de mi-2009 à début 2011, une seconde phase d’études est conduite par les prestataires du marché.
En 2010, la zone de montage est préparée en début d'année, puis en avril les terrassements commencent dans le secteur où les longrines de béton seront montées pour faire plus tard glisser l'arche en surplomb du réacteur accidenté.
En mai 2010, Novarka attribue le contrat de fabrication de la structure primaire de l’arche à l'italien Cimolai et la construction des ponts roulants à l'américain PaR System. En août 2010, des structures temporaires et les premières fondations des tours sont mises en œuvre.
En novembre 2011, la conception structurelle de l'arche et des ponts roulants est approuvée.

### Exécution des travaux
En avril 2012, le montage de la charpente fournie par l'entreprise italienne Cimolai commence, et en octobre 2012 la pose du bardage est engagée. Le 26 novembre 2012, a lieu la première opération de levage sur l'arche est.
En 2013, la conception des systèmes (ventilation, bâtiment auxiliaire, alimentation électrique, contrôle commande) est validée et leur réalisation fait l'objet d'un appel d'offres. En 2013, les deux groupes français commencent à construire la charpente métallique de 108 mètres de haut, 162 mètres de long et d'une portée de 257 mètres. La structure est ainsi plus grande que le stade de France et plus haute que la statue de la Liberté. Le 13 juin 2013, fin des opérations du deuxième levage de l'arche est.
En 2014, fin des opérations du troisième levage de l'arche est. En avril 2014, celle-ci (poids 19 000 tonnes), a été déplacée de 112 mètres sur ses longrines, vers l'est, à une position sur la zone d'attente, pour libérer la zone de construction pour l'arche ouest. Le 4 août 2014, fin de la deuxième opération de levage de l'arche ouest. Le 12 novembre 2014, fin des opérations du troisième levage de l'arche ouest.
En 2015, phase de solidarisation des deux arches, au moyen d'un millier de boulons, (d'une longueur de 15 centimètres, et d'un poids unitaire de plus d'un kilo). En avril 2015, début des opérations d'accouplement des deux arches, et début de construction du mur ouest. L'aménagement intérieur a commencé. La solidarisation des deux arches est réalisée le 23 juillet 2015 par la société néerlandaise Mammoet, spécialisée dans la manutention lourde. L'opération de translation a duré 6 heures, avec une précision dans l'alignement de l'ordre de 3 mm, au moyen de 56 engins spécifiques de débardage (skid shoes), d'une capacité unitaire de levage de 703 tonnes, entièrement télécommandés.

Différentes étapes de la construction de l'enceinte de confinement
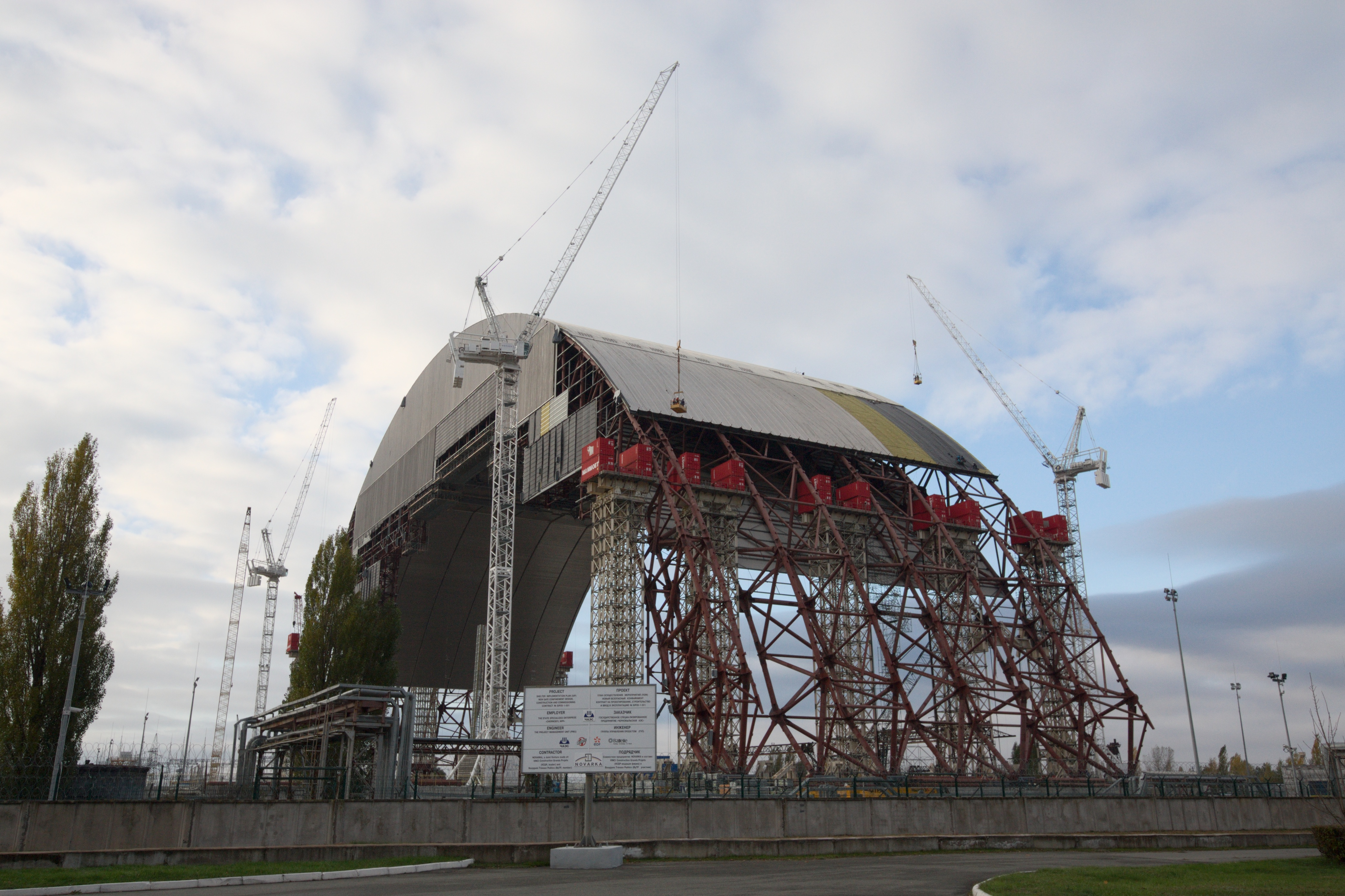
En 2013.
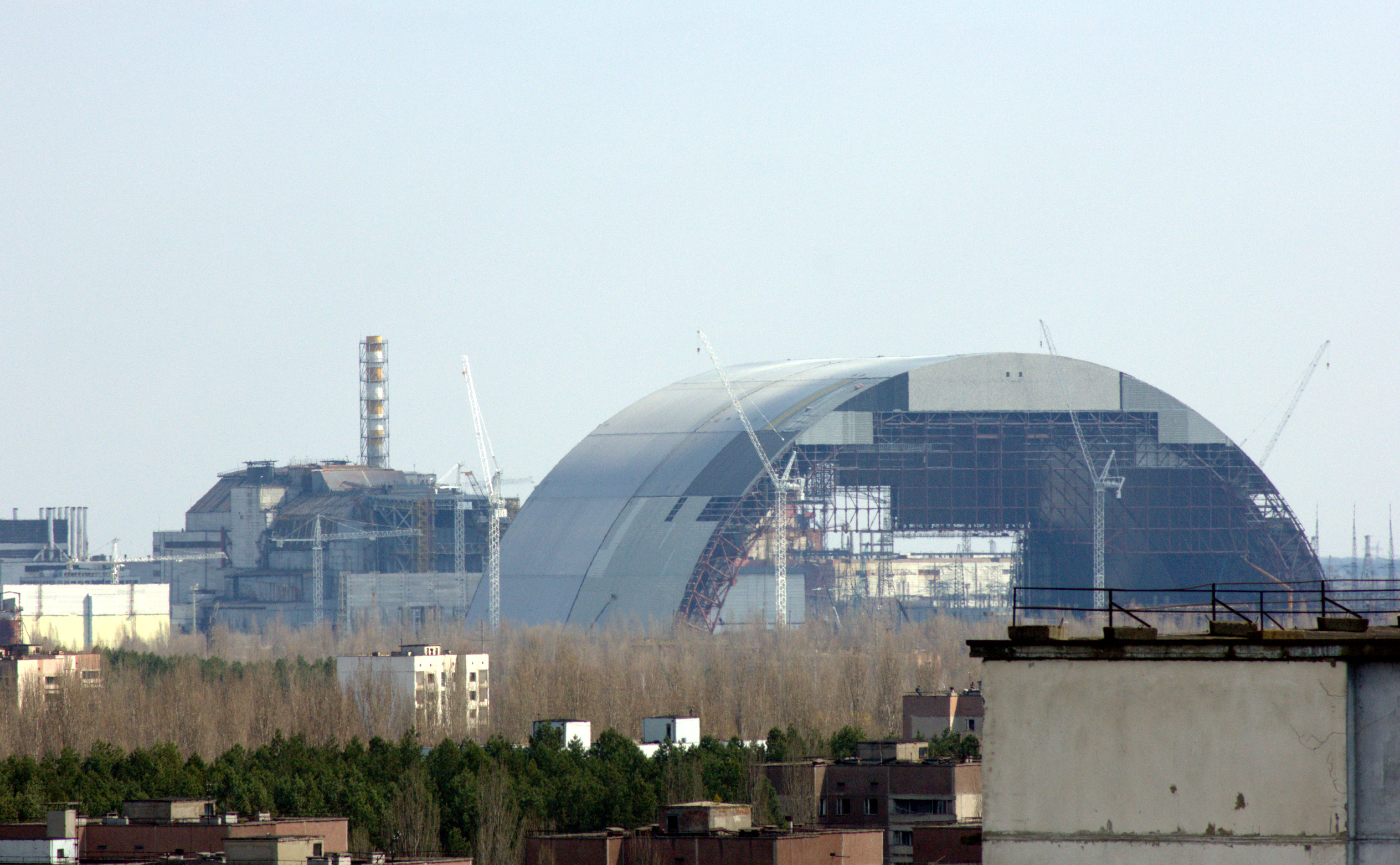
En avril 2015.

En 2016, phase d'équipement interne de l'arche, où un système de poulies et palans permet dans le cadre du démantèlement de l'ancien sarcophage de béton et de plomb de démonter ce qui reste du réacteur, avec l'aide d'une plate-forme mobile et automotrice (de 15 mètres de long et de 2,50 m de large ; produite par la société Fraco). Deux ponts roulants d'une capacité de levage de 750 t chacun et longs de cent mètres sont alignés à l'intérieur de la structure de confinement.

### Achèvement et réception de l'ouvrage

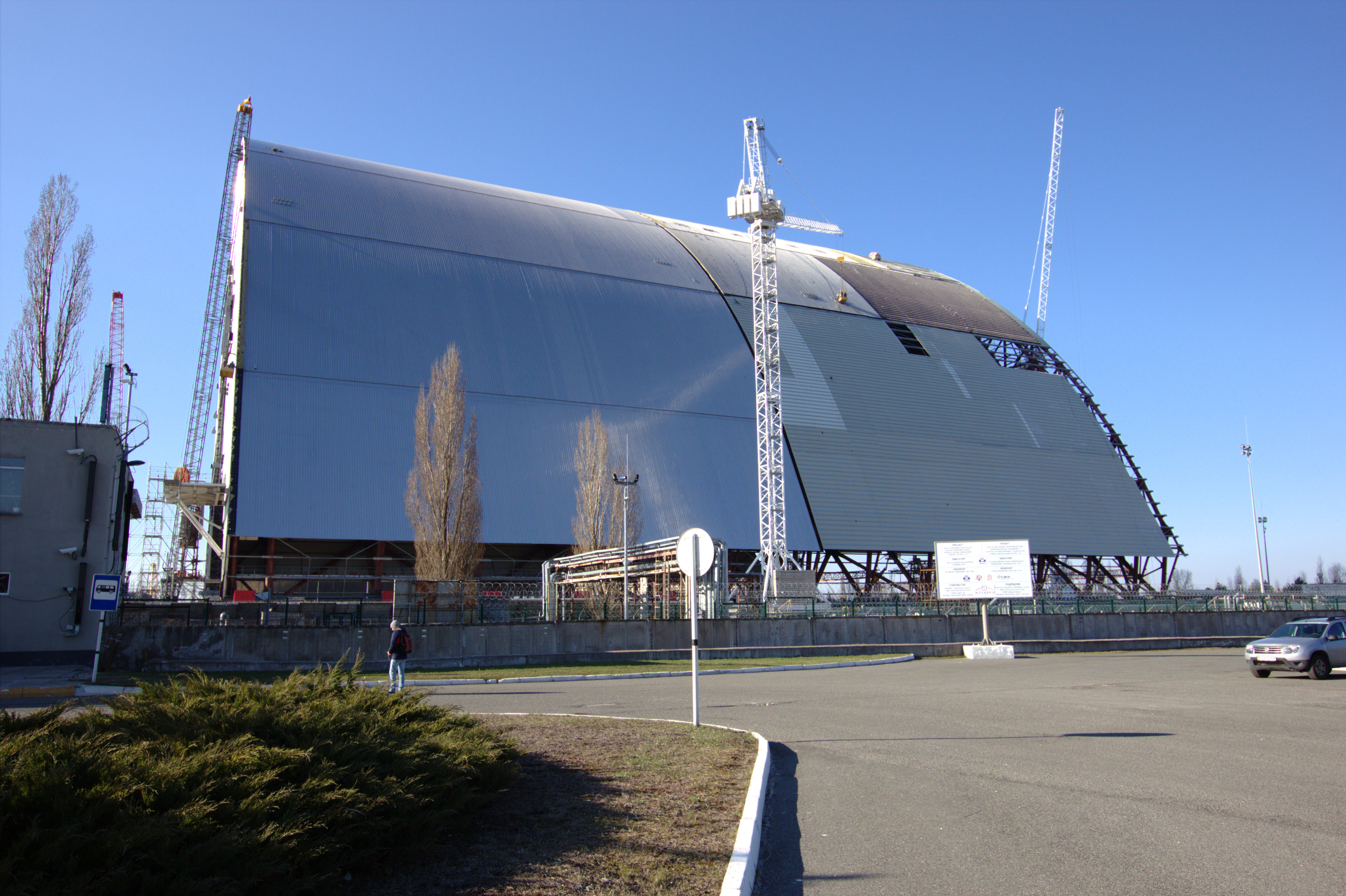
L'arche en construction, en avril 2015.

La phase de translation définitive de l'arche, d'un poids de 36 000 tonnes, a commencé le 14 novembre 2016, pour se terminer le 27 novembre 2016, juste avant l'inauguration réalisée le 29 novembre 2016. Cette opération a aussi été réalisée par la société néerlandaise Mammoet, au moyen de 116 engins spécifiques de débardage (skid shoes), d'une capacité unitaire de levage de 703 tonnes, entièrement télécommandés, pour parcourir une distance de 330 mètres.
L'arche elle-même n'est enfin complètement achevée qu'en décembre 2018, et équipée finalement en janvier 2019 de ses différents sous-systèmes (éclairage, anti-incendie, ventilation…).
La mise en service est prononcée en juillet 2019.

#### Record
Cette arche est la plus grande structure mobile terrestre.

### Invasion russe de l'Ukraine

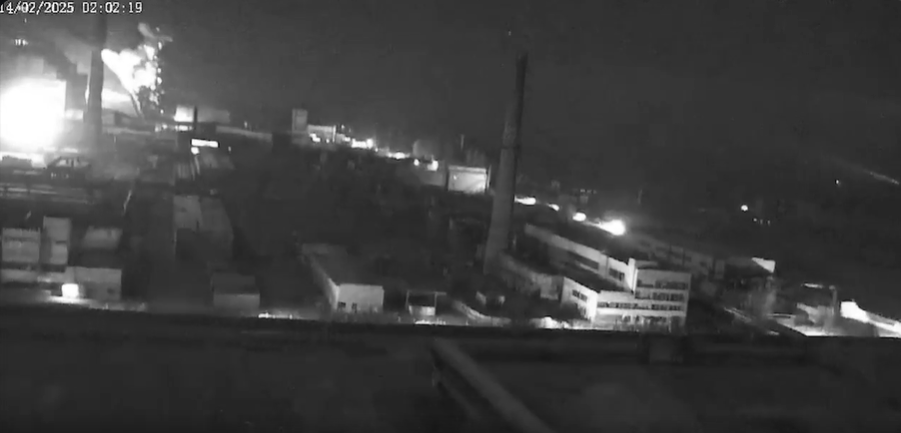
Explosion (gauche) causée par l'attaque.

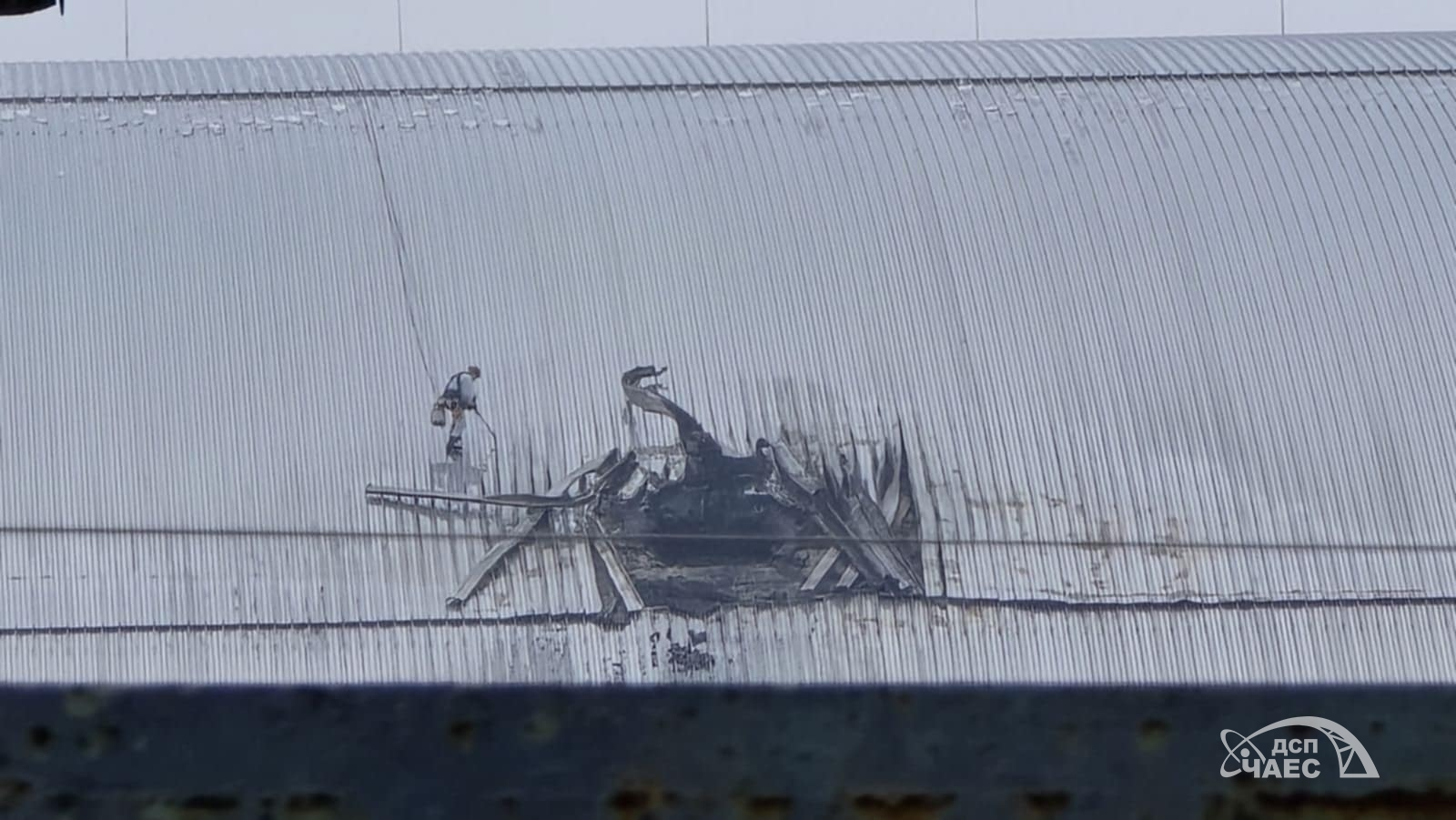
Trou du confinement.

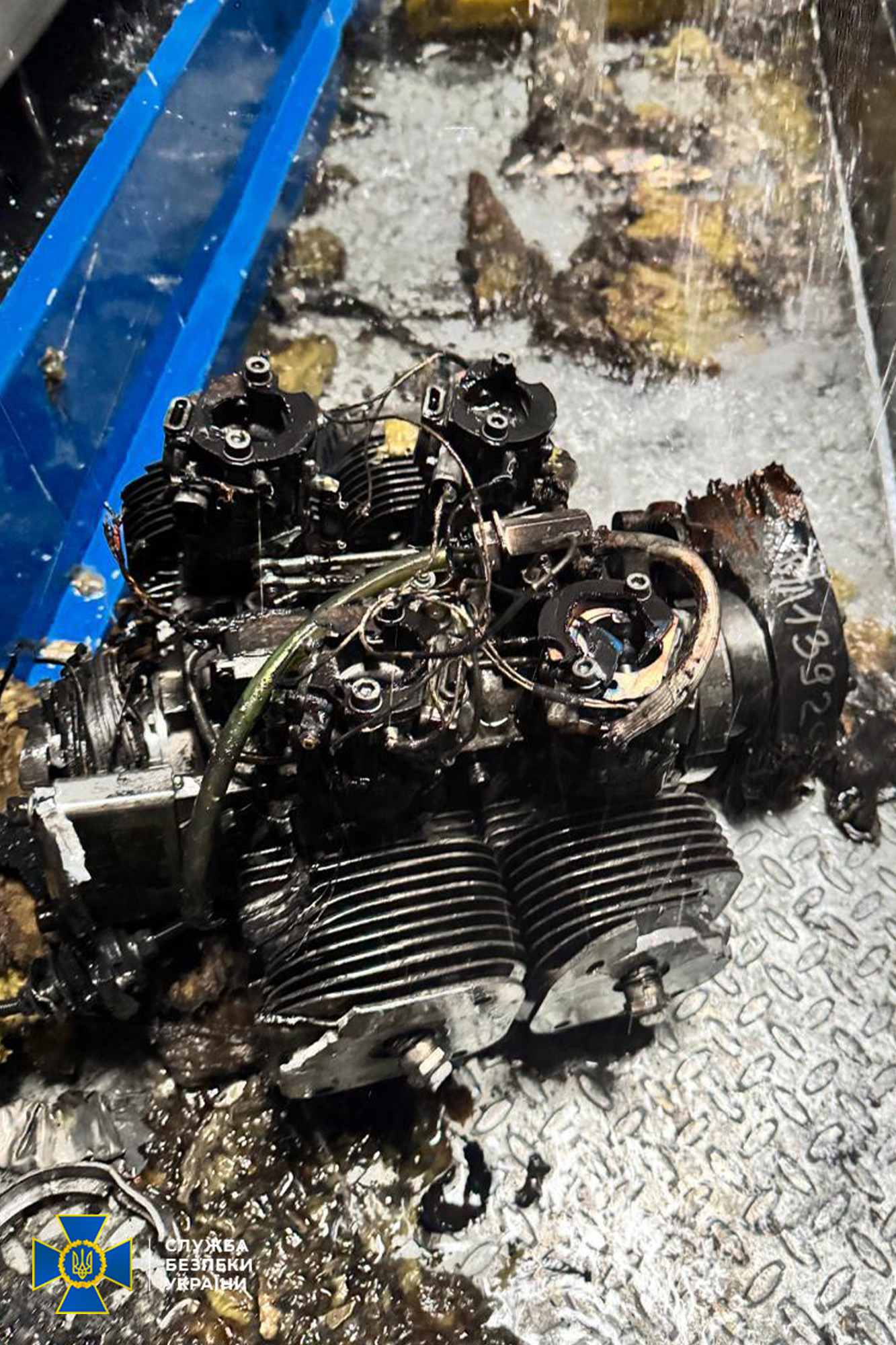
Moteur du drone.

La centrale est prise par les forces armées de la fédération de Russie le 24 février 2022 lors de l'invasion de l'Ukraine. Après quelques semaines d'occupation le site est évacué par l'armée d'occupation russe.
Le 14 février 2025, vers 2 h du matin dans la nuit de jeudi à vendredi, une attaque de drone russe frappe l'arche de la centrale à une hauteur de 87 mètres,. Dans la journée, l'AIEA (présente sur le site comme « observateur » pour surveiller et évaluer la sûreté et la sécurité nucléaires et contribuer à prévenir un accident) annonce qu'un drone a provoqué un incendie dans la partie haute de l'Arche ; le directeur de l'AIEA (Rafael Mariano Grossi) souligne à nouveau les risques persistants pour la sécurité nucléaire en raison de ce conflit militaire. L'explosion a été suivie de fumée et d'un incendie associé. Le feu est attaqué par les pompiers du site quelques minutes après l'explosion. Selon le personnel responsable du bâtiment, les niveaux de radiation à l'intérieur et à l'extérieur du bâtiment du NSC restent normaux et stables, et il n'y a pas de victimes. Une photo montre les dommages subis par le bouclier géant, fait de béton et d'acier,. Volodymyr Zelensky accuse le jour même la Russie (qui ne commente pas). L'AIEA « appelle une fois de plus à une retenue militaire maximale autour des sites nucléaires de l'Ukraine ». En février 2025, Rafael Mariano Grossi, le directeur de l'AIEA réalerte, expliquant  qu'« une équipe d'experts de l'AIEA a observé les restes d'un drone qui, selon l'Ukraine, a été collecté à la suite de la frappe sur le second sarcophage de la centrale nucléaire de Tchernobyl » et engendré un feu, qui couve encore dans l'isolant 15 jours après l'explosion en dépit du travail de plus de 400 personnes du personnel d'intervention d'urgence qui travaillent par roulement pour essayer de contrôler ce feu ; « l'équipe a observé des pièces de drone qui, selon elle, correspondent à celles d'un véhicule aérien sans pilote de type Shahed. Cependant, l'équipe n'a pas fait d'autre évaluation concernant l'origine du drone ». Selon l'AIEA (mai 2025), aucun rejet de matière radioactive n’a été détecté sur le site où les niveaux de radiation mesurés restent stables, mais il a fallu plusieurs semaines pour totalement éteindre les incendies provoqués par l’explosion. Le revêtement extérieur de l’arche est percé d'environ 330 ouvertures, en moyenne de 30 à 50 cm de diamètre, et l'on constate des « dommages importants sur les panneaux en acier inoxydable, les matériaux isolants, ainsi que sur la membrane protectrice empêchant la pénétration de l’eau et de l’humidité. Le système de grue principal (MCS) du NSC, essentiel au fonctionnement du bâtiment, a également été endommagé et n’est plus opérationnel. De nombreuses armoires électriques, situées dans le garage de maintenance des grues, ont été affectées par l’impact du drone et l’eau utilisée pour éteindre les incendies ». Selon l'AIEA, les systèmes de sécurité de l'arche (surveillance des radiations, gestion des déchets radioactifs, protection anti-incendies), restent fonctionnels. Les systèmes de chauffage, ventilation et climatisation, bien que toujours en état de marche, ont été temporairement désactivés après l’incident. L’évaluation des dégâts est encore en cours et « la réparation complète nécessitera beaucoup de temps et de ressources ».

## Données économiques

### Maître d'ouvrage et maître d'œuvre
Son élaboration a été confiée par l'Ukraine (maître d'ouvrage : Chernobyl Nuclear Power Plant — ChNPP), et une partie de la communauté internationale à une coentreprise nommée Novarka, détenue à parts égales par Vinci Construction Grands Projets et Bouygues Travaux Publics, deux sociétés françaises de BTP. Le maître d'œuvre est le Project Management Unit (PMU), une équipe formée de représentants du ChNPP et d’un groupement constitué de Bechtel Corporation et Battelle Memorial Institute, sous l'égide de la commission de sécurité nucléaire ukrainienne et d'organismes dépendant des ministères de ce pays chargés des situations d’urgence, de la construction, de l’environnement et du travail.
Jusqu'à 1 200 ouvriers ukrainiens ont travaillé simultanément sur le chantier en période de pointe par périodes de 2 semaines suivies de 15 jours de congés, encadrés par 200 collaborateurs venant de 21 pays différents, 50 personnes se consacrant par ailleurs à la radioprotection.

### Coût et financement
Le coût total du projet a été estimé initialement à 432 millions d'euros, puis à 840 millions d'euros[réf. nécessaire]. Il a dû être réévalué (à la hausse) en 2011. Les paiements sont assurés par la BERD, grâce aux contributions de 28 pays financeurs.
Le coût prévisionnel a de nouveau évolué, passant de 1,5 milliard d’euros à 2,1 milliards d'euros, après une analyse technique, menée entre 2013 et 2014. En 2016, il s'élève à 1,426 milliard d'euros.

## Filmographie

### Documentaires
- 2016 : Le nouveau sarcophage de Tchernobyl (Inside Chernobyl's Mega Tomb) de Martin Gorst, 60 min, Angleterre[21]

### Vidéos
- Évolution des émissions radioactives (césium 137) de la centrale et de son étendue sur l'Europe du 26 avril au 9 mai 1986. Émissions radioactives contenues depuis le 6 mai 1986 par le « sarcophage ».
- Nouvelle enceinte de confinement de Tchernobyl - 2011